# Pentheroscion mbizi
Pentheroscion mbizi är en fiskart som först beskrevs av Poll, 1950.  Pentheroscion mbizi ingår i släktet Pentheroscion och familjen havsgösfiskar. Inga underarter finns listade i Catalogue of Life.